# Zainab bint Dschahsch
Zainab bint Dschahsch (* 592; † 641) (arabisch زينب بنت جحش, DMG Zaynab bint Ǧaḥš) war eine Ehefrau Mohammeds und wird daher von den Muslimen als eine der „Mütter der Gläubigen“ angesehen. Sie war zuvor mit Mohammads Adoptivsohn Zaid ibn Hāritha verheiratet.
Im christlichen Mittelalter dienten die Umstände der Heirat von Zainab mit dem Propheten und ihre Trennung von Zaid der anti-islamischen Propaganda. Aufgrund dessen bemühen sich moderne muslimische Apologeten und Biographen, Mohammed in einem günstigeren Licht darzustellen.

## Ehe und Scheidung mit Zaid
Zainab war die Tochter von Umayma bint Abd al-Muttalib und damit eine Cousine Mohammads. Sie kam aus einem wohlhabenden Haus. Zaid wurde im Stamm Kalb hineingeboren, aber wurde als Kind von Sklavenhändlern entführt. Er soll als Sklave Chadidscha bint Chuwailid übereignet worden sein und lebte fortan im Haushalt von Chadidscha und Mohammad. Später gaben sie ihn frei und nahmen ihn als Adoptivsohn an. Zaid besaß als ehemaliger Sklave einen niedrigen sozialen Status in der damaligen arabischen Gesellschaft. Zainab gehörte zu den ersten Auswanderern (Muhādschirūn). Nach der Auswanderung (Hidschra) vermittelte Mohammad eine Ehe zwischen Zainab und Zaid, der damit dazu beitragen wollte, Standesunterschiede zu überwinden und das Recht auf Gleichbehandlung von Adoptierten zu etablieren.
Die Ehe hielt zwei Jahre. Eine Darstellung, wie es zur Scheidung gekommen sein soll, ist, dass Mohammed Zainab eines Tages alleine in ihrem Haus sah und er sich in sie verliebte. Zaid bemerkte dies und trennte sich hierauf von ihr. Jedoch wird von den meisten klassischen sowie modernen islamischen Gelehrten diese Darstellung aufgrund schwacher bzw. fehlender Hadith-Überlieferungskette abgelehnt und die Scheidung von Zainab bint Dschahsch mit Zaid ibn Hāritha damit begründet, dass beide (u. a. aufgrund des Statusunterschiedes) unglücklich waren.

## Ehe mit Mohammad

### Eheschließung
Nach der Scheidung bekam Mohammad die Offenbarung, Zainab zu heiraten (Koran 33:37-38). Er erwartete Kritik, wenn er Zainab heirate. In der vorislamisch-arabischen Gesellschaft hatten Adoptivsöhne nämlich denselben Verwandtschaftsstatus wie leibliche Söhne und eine Ehe mit einer ehemaligen Gattin eines eigenen Sohnes ist gemäß Koran verboten. In der Gesellschaft missbilligte man daher eine Ehe mit einer ehemaligen Gattin eines eigenen Adoptivsohnes. Diese Umstände beschreibt der Koran so:

„Und (damals) als du zu demjenigen, dem sowohl Gott als auch du Gnade erwiesen hatten (gemeint ist Said ibn Haritha, der Freigelassene Mohammeds), sagtest: ‚Behalte deine Gattin für dich und fürchte Gott!‘, und in dir geheimhieltest, was Gott (doch) offenkundig machen würde, und Angst vor den Menschen hattest, während du eher vor Gott Angst haben solltest! Als dann Said sein Geschäft mit ihr erledigt hatte (d. h. sich von ihr geschieden hatte), gaben wir sie dir zur Gattin, damit die Gläubigen sich (künftig) wegen (der Ehelichung) der Gattinnen ihrer Nennsöhne, wenn diese (w. sie) ihr Geschäft mit ihnen erledigt haben, nicht bedrückt fühlen sollten. Was Gott anordnet, wird (unweigerlich) ausgeführt. Und der Prophet braucht sich wegen dessen, was Gott für ihn verordnet hat, nicht bedrückt zu fühlen…“

Durch die Eheschließung mit Zainab scheint Mohammed beabsichtigt zu haben, einen Bruch mit vorislamischen Praktiken zu demonstrieren. Er zeigt damit deutlich, dass ein Adoptivsohn nicht denselben rechtlichen Verwandtschaftsstatus wie ein leiblicher Sohn hat und somit die Ehe mit dessen ehemaliger Ehefrau legitim ist. Dies wird auch in folgender Offenbarung deutlich:

„Gott hat keinem Mann zwei Herzen in seinem Inneren gemacht… Und er hat eure Adoptivsöhne nicht wirklich zu euren Söhnen gemacht. Das ist eure Rede aus eurem Munde…“

Außerdem dürften – wie bei der Mehrheit der Ehen des Propheten – politische Gründe eine Rolle gespielt haben.
Zainab heiratete im Jahr 627 n. Chr. Mohammad. Der sogenannte Schleiervers (Ayat al-Hidschab; siehe 33:53), der die Frauen des Propheten zum Tragen des Schleiers verpflichtete, soll in der Hochzeitsnacht mit Zainab offenbart worden sein.

## Tod
Zainab starb im Jahre 641 n. Chr. während des Kalifats von Umar ibn al-Chattab. Sie soll so großzügig gegenüber den Armen gewesen sein, dass sie, als sie starb, nichts mehr besaß, weil sie den Armen alles schon gegeben hatte.